# Carlos Lacasia
Carlos Lacasia (Córdoba, 2 de mayo de 1926 - 6 de junio de 1975) fue un exfutbolista argentino que se desempeñaba como centrodelantero. Formó parte de la histórica delantera de Independiente junto a Micheli, Cecconato, Grillo y Cruz, que jugó íntegramente en la Selección Argentina de Fútbol.

## Biografía
La carrera futbolística de Lalo comenzó en el año 1943 en el club cordobés General Paz Juniors. Ese año y con 17 años fue una de las principales figuras del equipo que logró el título en la Liga Cordobesa de Fútbol y luego el subcampeonato de la Copa de la República 1943, donde convirtió cuatro goles. Permaneció allí hasta 1948 y es recordado como uno de los deportistas más destacados en la historia del club.
En 1949 da el salto hacia Buenos Aires, jugando primero para Lanús, donde disputó 24 partidos y marcó 14 goles.
Al año siguiente pasó a Independiente, donde se empezó a conformar una delantera que sería histórica y muy recordada a pesar de no obtener ningún título con el club. Centrodelantero robusto, de gran velocidad mental y que arrancaba las jugadas más retrasado. Era el cerebro de la delantera, metiendo pases punzantes y a su vez llegando muchas veces al área a definir la jugada.
En Independiente jugó 103 partidos marcando 63 goles, con un promedio de 0,61 goles por partido, y estuvo allí hasta 1954 cuando fue reemplazado por Ricardo Bonelli.
Finalizó su carrera en 1955 en Tigre, formando parte de una de las mejores campañas en la historia del club en la máxima categoría.

## Selección Argentina
Fue convocado a la Selección Argentina, en donde debutó el 14 de mayo de 1953, en un partido contra Inglaterra, ganado  la albiceleste por 3-1. En ese partido Lacasia le dio el pase a Ernesto Grillo quién marcaría el histórico gol por el que se celebra el Día del Futbolista Argentino, siendo aquella la primera victoria del combinado nacional a su par de Inglaterra.

## Estadísticas generales
Jugó en total 130 partidos y marcó 77 goles en la Primera División de Argentina.